# Московский государственный историко-этнографический театр
Моско́вский госуда́рственный исто́рико-этнографи́ческий теа́тр — московский театр, создан в 1988 году выпускниками Театрального училища имени М. С. Щепкина при Малом театре, художественный руководитель — Михаил Мизюков.

## История

### Истоки
Официальной датой открытия Московского государственного историко-этнографического театра считается 1997 год, но история его создания и становления началась в 1981 году. 
Набирая курс в 1981 году в театральное училище имени Щепкина, педагоги Владимир Багратович Монахов (художественный руководитель курса), Мария Евгеньевна Велихова, Татьяна Николаевна Амосова, по сути, создавали новый Московский театр, русский театр, в котором и репертуарная политика, и творческое развитие было подчинено идее сохранения, изучения и передачи будущим поколениям русского фольклора, а также литературных произведений, которые вписывались в концепцию развития театра.
Важную роль в становлении театра сыграл ученый, педагог Вячеслав Михайлович Щуров.  Он сумел привить любовь к народной песне не просто для сдачи экзаменационной сессии. Вячеслав Михайлович стал бессменным консультантом при постановке спектаклей и оставался в труппе театра до конца дней своих, совмещая работу исследователя и музыканта, педагога. 
В 1985 году после показа дипломного спектакля «Снегурочка» по пьесе А.Н. Островского (режиссер - М.Е. Велихова) окончательно сформировалась идея создания "русского театра". Спектакль мощнейшим толчком, импульсом к дальнейшему развитию в этом направлении. Была представлена не просто сказка о любви (лубочная, грустная, поэтичная), это был полный трагизма спектакль, наполненный обрядами, фольклорными песнями, хороводами, играми. Студенты сами шили себе народные рубахи, плели венки, учились ходить в лаптях, играть на народных инструментах.
Так, Михаил Мизюков объединил вокруг себя сокурсников и единомышленников из других вузов. Основу труппы составили Виктор Присмотров, Наталья Михайлова, Ольга Мохова, Дмитрий Колыго, Наталья Михеева, Светлана Щеголькова, Сергей Васильев, Татьяна Шарабарина и др.

### Становление
Первой площадкой театра стал Дом пионеров Зеленограда. В 1988 году театр стал называться «Историко-этнографическим» при Полиграфическом объединении ВЛКСМ «Молодая гвардия», а через год уже обрёл полную самостоятельность. В этот период в репертуаре уже были спектакли «Снегурочка» А.Н. Островского, «Посадник» А.К. Толстого, «Час воли божьей» Н.С. Лескова. Молодой театр получил поддержку и наставничество от известных писателей и деятелей культуры: Василий Иванович Белов, Валерий Николаевич Ганичев и др.
В 1989 году под открытым небом был показан спектакль «Бежин луг, или Туда, туда в раздольные поля» по «Запискам охотника» И.С. Тургенева. На премьере в Высокопетровском монастыре (Тульская область) присутствовали министр культуры Юрий Мефодьевич Соломин, владыка Питирим. 
Впоследствии театру предложили перебраться на Измайловский остров, и новым пристанищем стала Мостовая башня рядом с Покровским собором (на тот момент он был закрыт). Через некоторое время храм стал действующим и театр переехал во Дворец молодёжи в Перово, а в 1994 году коллектив пригласили в Клуб железнодорожников СВАО на улице Рудневой. С 1995 года театр стал полноправным хозяином здания.
В 1997 году постановлением Правительства Москвы театр получил статус государственного и был преобразован в Московский государственный историко-этнографический театр. 
В 1990-1997 годах театр много гастролировал по Европе. К этому времени уже были поставлены «Час воли божьей», «Пахомушка», «Казачье действо», «Русский календарь», «Народная мозаика». 

## Труппа театра
Сегодня на сцене Московского государственного историко-этнографического театра играют актёры:
Михаил Мизюков, Дмитрий Колыго, Виктор Присмотров, Светлана Щеголькова, Наталья Михеева, Сергей Васильев, Татьяна Росликова, Василий Дышко, Ольга Мохова, Дарина Строчкова, Виталина Отраднова, Юлия Ардалионова, Александр Белояров, Антон Чудецкий, Николай Антропов, Светлана Американцева, Ольга Сенина, Андрей Сенин, Павел Ештокин, Антон Парамонов, Игорь Стам, Андрей Безымянный, Валентин Жигалин, Марина Мещерякова, Людмила Мокрова и др.

## Фестиваль «Русский остров»
В 2005 году театр проводит первый  Международный фестиваль театров фольклора «Русский остров». Масштабное открытие состоялось на ВДНХ, приехали ансамбли и коллективы со всей России. 
Главная цель фестиваля — показать зрителям яркую палитру театров, изучающих фольклор на драматической сцене, сохраняющих в своих постановках историю и традиции собственных народов.За годы проведения форума в нем принимали участие самые разные театры, опирающиеся в своем творчестве на национальные традиции и представляющие собой синтез драматического и фольклорного искусства.

## Драматургический конкурс «Новый этнотеатр»
Первый конкурс проходил с 27 марта по 25 октября 2020 года. Это первый опыт Историко-этнографического театра широкого диалога с современными авторами. Главный вопрос: найти новые произведения современной российской драматургии историко-этнографического толка.
На конкурс откликнулись 73 автора разных возрастов, было прислано 96 пьес. География конкурса широкая – более тридцати городов из шести стран (Литва, Финляндия, Украина, Германия, США, Россия).
Довольно много ярких пьес, многие из них отличает легкий, несколько ироничный подход к истории, ведь театр может допускать некоторую вольность, смешение документальности и художественности, но при этом сохранять золотую середину.
Проблемы поднимаются самые разные: самоопределение человека в мире; поиск своих национальных корней; место человека в современном мире; человек и государство; неизменно актуальная тема «отцы и дети»; нравственный выбор человека и т.д.
Творческий вечер «Пьеса для этнотеатра. Читки» состоялся 25 октября 2020 года в Историко-этнографическом театре и стал финалом Драматургического конкурса.
Победила пьеса Республика Сергея Давыдова, режиссер эскиза Александр Кудряшов.
9 апреля 2021 года состоялась премьера спектакля на сцене Историко-этнографического театра.

## Репертуар
- «Тушино» А. Н. Островский (Драматическая хроника Смутного времени)
- «Ученик лицея» А. Платонов (210-летию со дня рождения А. С. Пушкина посвящается)
- «Комедь. XVII век» Евгений Иванов
- «Русский календарь» (Обрядовое действо)
- «Любовная феерия» Леся Украинка (Спектакль по пьесе «Лесная песня»)
- «Шиш Московский» Б. Шергин («Скоморошья эпопея»)
- «Ярмарка начала века» (Антология городских увеселений России)
- «Песня судьбы» А. Блок (Поэтическая драма)
- «Народная мозаика» (Театрализованный концерт)
- «Казачье действо» (Музыкально-драматический спектакль)
- «Час воли Божьей» Н. Лесков (Старая сказка)
- «Морской Царь и Василиса Премудрая» (Русская народная сказка)
- «Сказка об Иване-Царевиче, Жар-птице и о Сером Волке» (Русская народная сказка)
- «Поди туда — не знаю куда, принеси то — не знаю что» (Русская народная сказка)
- «Волшебное кольцо» (Русская народная сказка)
- «Свет-Луна и Иван-богатырь» (Русская народная сказка)
- «Незнайко и волшебное зеркальце» (Русская народная сказка)
- «Зимняя сказка» (русская сказка)
- «Сказка об Иване-дураке и…» М. Чехов (По народной сказке Л. Н. Толстого)
- «Марья-Моревна и Кащей Бессмертный» (Русская народная сказка)
- «Вещий сон» (Русская народная сказка)[7]
- «По щучьему велению» (Русская народная сказка)
- «Спроси своё сердце» С.Федотов (Амурская сказка)
- «Финист — ясный сокол» Н. Шестаков (Русская сказка)
- «Сказ о доброй Марьюшке, храбром Иванушке и о злой Бабе-Яге» (Русская народная сказка)
- «Про веселого солдата и волшебного Кондрата» Г. Панин (Русская сказка)
- «Клин клином вышибай» В. Крылов
- «Республика» Сергей Давыдов (режиссер - Александр Кудряшов)

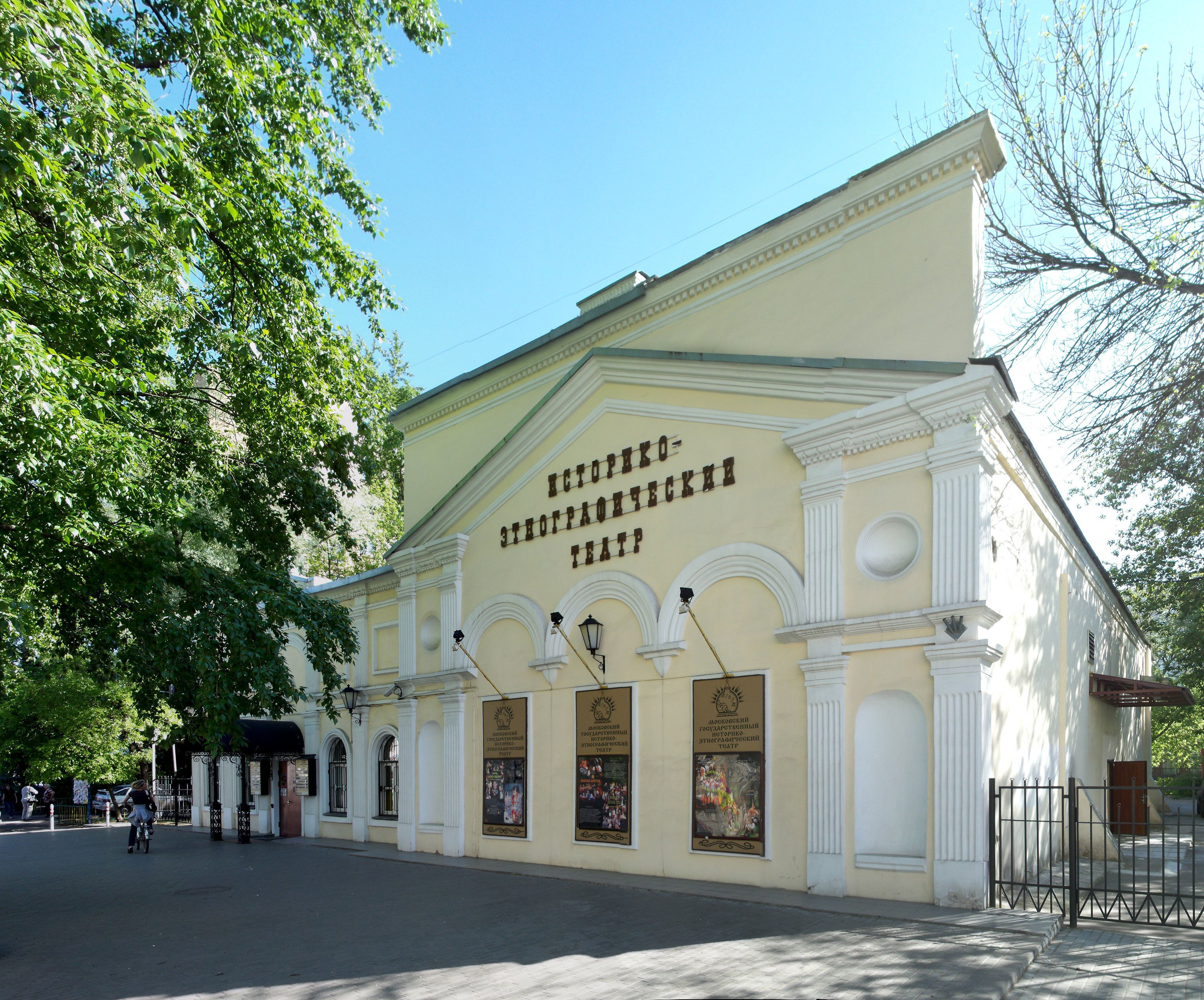

## Адрес
- Адрес театра: Москва, улица Рудневой, дом 3